# Adam Mokoka
 Adam Mokoka (nascido em 18 de julho de 1998) é um jogador de basquete profissional que joga no Chicago Bulls da National Basketball Association (NBA).

## Início de carreira
Mokoka começou nas divisões de base do BCM Gravelines-Dunkerque. Ele venceu o campeonato nacional Sub-21 com o BCM em 2014 e 2015.

## Carreira profissional
Mokoka estreou na equipe principal do BCM na Liga Francesa durante a temporada 2015-16. Em abril de 2018, ele se declarou para o Draft da NBA de 2018. Em maio de 2018, ele foi nomeado o Jogador Jovem da LNB Pro A, depois de obter uma média de 3,2 pontos e 1,7 rebotes na temporada de 2017-18.
Em 10 de julho de 2018, Mokoka assinou com o clube sérvio Mega Bemax.
Em 12 de junho de 2018, Mokoka retirou-se do Draft de 2018, concentrando-se no Draft de 2019 em que ele (na época) era considerado um prospecto de segunda rodada.
Em abril de 2019, ele se declarou para o Draft de 2019, mas não foi selecionado.
Em 2 de julho de 2019, Mokoka assinou com o Chicago Bulls em um contrato de mão dupla.

## Carreira na seleção
Mokoka foi membro dos elencos da Seleção Francesa que foram vencedoras do Eurobasket Sub-16 de 2014 e do Eurobasket Sub-18 de 2016.
Ele competiu pela França na Copa do Mundo de Basquete Sub-19 de 2017, tendo médias de 6,4 pontos na competição.

## Estatísticas

### NBA

#### Temporada regular
| Ano     | Equipe  | PJ | PT | MPJ  | AP   | 3P   | LL   | RT | AS | BR | TO | PPJ |
| ------- | ------- | -- | -- | ---- | ---- | ---- | ---- | -- | -- | -- | -- | --- |
| 2019–20 | Chicago | 11 | 0  | 10.2 | .429 | .400 | .500 | .9 | .4 | .4 | .0 | 2.9 |

### G-League

#### Temporada regular
| Ano     | Equipe           | PJ | PT | MPJ  | AP   | 3P   | LL   | RT  | AS  | BR  | TO  | PPJ  |
| ------- | ---------------- | -- | -- | ---- | ---- | ---- | ---- | --- | --- | --- | --- | ---- |
| 2019-20 | Windy City Bulls | 31 | 30 | 32.2 | .371 | .327 | .692 | 5.7 | 3.3 | 1.4 | 0.3 | 10.9 |

### LNB Pro A
| Ano      | Equipe                   | PJ | PT | MPJ  | AP   | 3P   | LL   | RT  | AS  | BR  | TO  | PPJ |
| -------- | ------------------------ | -- | -- | ---- | ---- | ---- | ---- | --- | --- | --- | --- | --- |
| 2015–16  | BCM Gravelines-Dunkerque | 1  | 0  | 1.0  | .000 | .000 | .000 | 0.0 | 0.0 | 0.0 | 0.0 | 0.0 |
| 2016–17  | BCM Gravelines-Dunkerque | 12 | 0  | 6.8  | .368 | .125 | .667 | 0.3 | 0.2 | 0.2 | 0.0 | 1.4 |
| 2017–18  | BCM Gravelines-Dunkerque | 34 | 22 | 14.0 | .345 | .222 | .553 | 1.7 | 0.9 | 0.4 | 0.1 | 3.2 |
| Carreira | Carreira                 | 47 | 22 | 7.2  | .237 | .115 | .406 | 0.6 | 0.3 | 0.2 | 0.1 | 1.5 |

Fonte: